# Al Sieber
Pour les articles homonymes, voir Sieber.
Albert « Al » Sieber, né le 27 février 1843, à Bad Schönborn (Pays de Bade) et mort le 19 février 1907, est une personnalité germano-américaine qui a combattu pendant la guerre de Sécession et durant la conquête de l'Ouest contre les Amérindiens. Il est devenu prospecteur et a ensuite été chef des éclaireurs pendant les guerres apaches.

## Jeunesse
Albert "Al" Sieber est né à Bad Schönborn, Pays de Bade, treizième d'une famille de 14 enfants. Il a été baptisé le 1er mars 1843 dans l'église St. Lambertus, à Mingolsheim. Son père Johannes est mort le 16 septembre 1845. Entre mars et avril 1851, trois ans après la « Révolution badoise de 1848 », sa mère Eva Katharina née Fischer, a immigré avec ses huit enfants restant (six étaient déjà décédés) à Lancaster, en Pennsylvanie. La famille déménagea au Minnesota plusieurs années plus tard.

## Service durant la guerre de Sécession
Il s'est enrôlé le 4 mars 1862 dans la Compagnie B, 1st Minnesota Infantry pendant la guerre de Sécession. Sieber a été gravement blessé le 2 juillet 1863 dans la bataille de Gettysburg, à Cemetery Ridge. Il a combattu dans plusieurs engagements clés, y compris la bataille d'Antietam, la bataille de Fredericksburg, la bataille de Chancellorsville, la bataille de Gettysburg, les guerres apaches, la bataille de Cibecue Creek et la bataille de Big Dry Wash. Après la guerre, il est devenu prospecteur en Californie, au Nevada, et dans le territoire de l'Arizona, où il a dirigé un ranch de 1868 à 1871.

## Guide et éclaireur dans l'armée
En juillet 1871, le général George Stoneman a engagé Sieber en tant que chef des éclaireurs et pour une grande partie des guerres apaches. Il a participé à la campagne de Tonto (Apache) du général Crook (1871 - 1873). Lorsque la réserve de Camp Verde a été fermée, on a assigné à Sieber la tâche de transférer les Apaches Yavapais et Tontos à la réserve de San Carlos au milieu de l'hiver. Il est resté employé là-bas et a participé à plusieurs combats avec des groupes apaches qui avaient quitté la réserve.
Le 24 octobre 1874, l'Arizona Miner a rapporté : « Al Zieber, le sergent Stauffer et un commandement mixte de soldats blancs et rouges sont dans les collines de Verde à la recherche de rôdeurs Apaches, qu'ils seront susceptibles de trouver. » Trois jours plus tard, Sieber et le sergent Rudolph Stauffer ont trouvé les Apaches qui s'étaient enfuis de la réserve de Cave Creek et les ont combattus,,. Josephine Earp (en) a écrit que lorsqu'elle est arrivée en Arizona, elle a appris que « certains Yuma-Apaches renégats s'étaient échappés de la réserve à laquelle ils avaient été consignés et étaient retournés à leurs anciens repères sur le chemin de guerre » et que Sieber avait suivi les Apaches évadés. Elle a dit que Sieber et ses éclaireurs ont mené sa diligence et ses passagers dans un ranch en adobes à proximité où ils sont restés jusqu'à ce que les Amérindiens soient capturés,,.
En février, en avril et en mai 1877, Sieber a servi de guide pour le marshal du comté de Pima, Wiley Standefer, qui poursuivait des hors-la-loi dans la région.
En 1883, Crook entra dans la Sierra Madre au Mexique à la poursuite de Geronimo. Sieber était l’éclaireur civil principal de Crook et le mentor de Tom Horn, à qui il a enseigné l'allemand, et aux côtés de qui il s'est battu pendant la bataille de Cibecue Creek et de Big Dry Wash. Sieber était sur le terrain mais pas présent lorsque Geronimo se rendit au lieutenant Charles B. Gatewood et au général Nelson Miles en 1886.
Sieber est resté à San Carlos en tant que chef des éclaireurs pendant encore 13 ans.

## Blessures
En 1887, Sieber a été blessé lors de l'évasion d'Apache Kid et ses partisans de la réserve pour éviter à nouveau la prison. Durant diverses batailles et combats au cours de sa vie, Sieber a reçu 28 blessures,.

## Vie après l’armée et mort
Sieber a été renvoyé de son poste de chef des éclaireurs de San Carlos en décembre 1890 par le major John L. Bullis. Il a quitté San-Carlos et a prospecté jusqu'à 1898,.
Le 19 février 1907, Sieber dirigeait une équipe de travail Apache qui construisait la route de Tonto vers le nouveau site du barrage Roosevelt dans le comté de Gila (sur le confluent de la Salt River et de la Tonto Creek à la frontière du comté de Gila et du comté de Maricopa). Le projet était sous la supervision d'un autre éclaireur célèbre, « Yellowstone » Luther Kelly (en) sur l'Apache Trail, une route distincte en aval, dans le comté de Maricopa, en Arizona. Sieber a été tué quand un rocher lui a roulé dessus pendant les travaux,. Il a été enterré avec les honneurs militaires au cimetière de Globe, en Arizona.

## Littérature
Un épisode de sa vie est à l'origine du roman de  W. R. Burnett (1899-1982), Terreur apache (Adobe Walls, 1953), librement adapté par Charles Marquis Warren (1912-1990) sous le titre de Le Sorcier du Rio Grande (1953) et par Robert Aldrich (1918-1983) sous le titre de Fureur apache (1972).